# Paulette Marcelline Adjovi
Paulette Marcelline Adjovi Yekpe, née le 16 janvier 1955 à Porto-Novo, est une diplomate et  femme politique béninoise.

## Biographie

### Enfance, formation et débuts
Paulette Marcelline Adjovi, naît le 16 janvier 1955 à Porto-Novo. Elle a des parents originaires de la cité historique de Ouidah. Elle est détentrice d'un diplôme d'études approfondies en linguistique appliquée, littératures, civilisations américaines et traduction, qu'elle obtient en 1983 à l'université Paris-Sorbonne. Elle fait aussi des études supérieures en Angleterre notamment au West London Institute of Higher Education.

### Carrière
Elle est ambassadrice du Bénin au Nigeria par décret n°2016-720 du 25 novembre 2016. Depuis le limogeage de Aurélien Agbénonci le 23 mai 2023, elle est pressentie pour devenir nouvelle cheffe de la diplomatie béninoise mais cela ne s'est pas fait,,,,.